# Isabel Aragonés
Isabel Aragonés (Màlaga, s. XIX), anomenada també de manera esporàdica Joaquina, va ser una pintora espanyola.
Pintora originària de Màlaga, va pintar flors i natures mortes, d'acord amb el gust de l'època. Va participar en les Exposicions de Belles Arts de Màlaga de 1872 i la de Gibraltar de 1879. A la primera va ser premiada l'obra Una natura morta, per la mestria amb el pinzell, a més de ser elogiades per la premsa els seus gerros de flors i fruiters, i altres obres d'aquest gènere.